# سونيك وينغز سبيشل
سونيك وينغز سبيشل (بالإنجليزية: Sonic Wings Special)، هي لعبة فيديو يابانية، من تطوير ونشر فيديو سيستم اليابانية، صدرت اللعبة في الأسواق سنة 1996، وتعمل بمنصات بلاي ستيشن، آركيد، سيغا ساترن ومنصة الهواتف الذكية التي توافق نظام الشتغيل أندرويد.